# Groupe d'union républicaine et résistante pour l'Union française (Conseil de la République)
Pour les articles homonymes, voir Groupe d’union républicaine et résistante pour l’Union française.
Le groupe d’union républicaine et résistante pour l’Union française (URRU) est un ancien rassemblement parlementaire français ayant existé au Conseil de la République entre 1947 et 1948.
Formé lors du premier triennat de la chambre haute, il est apparenté au groupe communiste le lendemain de sa création.

## Historique
Le groupe d’union républicaine et résistante pour l’Union française (URRU) est officiellement fondé au Conseil de la République le 18 mars 1947 par 15 membres de la chambre haute du Parlement. Apparenté au groupe communiste le lendemain, il fait partie des groupes formés le 7 mai 1947, toujours sous l’apparentement du groupe communiste,,.
Alors que la session ordinaire est interrompue le 26 septembre pour ne reprendre que le 16 novembre 1948, après un renouvellement intégral du Conseil, le groupe d’union républicaine et résistante pour l’Union française n’apparaît plus dans les nouvelles listes électorales des membres des groupes politiques remises au président du Conseil de la République le 23 novembre suivant,,.

## Organisation

### Présidence
| Président           | Triennat  | Mandat                           | Autre fonction exercée simultanément                                                             |
| ------------------- | --------- | -------------------------------- | ------------------------------------------------------------------------------------------------ |
| Général Paul Tubert | 1946-1948 | 18 mars 1947 — 26 septembre 1948 | Maire d’Alger (1945-1947) Conseiller de la République (1946-1948), élu par l’Assemblée nationale |

### Affiliations au groupe
Les adhésions partisanes personnelles font l’objet d’une publication au Journal officiel au sens de l’article 16 du règlement du Conseil de la République.
| Date         | Composition du groupe | Composition du groupe | Liste détaillée |
| Date         | Type                  | Nombre                | Liste détaillée |
| ------------ | --------------------- | --------------------- | --- |
| 18 mars 1947 | Adhésion pleine       | 15                    | Mathurin Anghiley, Fernand Colardeau, Ali Djamah, Étienne Djaument, Raphaël Etifier, Philippe Franceschi, Lucien Grangeon, Henri Guissou, Louis Ignacio-Pinto, Fernand Lemoine, Mohamadou Djibrilla Maïga, Maurice Paquirissamy-Poullé, Victor Sable, Caïlacha Subbiah et le général Paul Tubert |

## Chronologie
| Triennat  | Création     | Intitulé de groupe                                               | Intitulé de groupe | Adhésion à un autre groupe | Adhésion à un autre groupe | Composition | Composition | Composition | Position     | Position     |
| Triennat  | Création     | Dénomination                                                     | Abréviation        | Type                       | Groupe relié               | Membres     | Apparentés  | Rattachés   | Poids        | Rang         |
| --------- | ------------ | ---------------------------------------------------------------- | ------------------ | -------------------------- | -------------------------- | ----------- | ----------- | ----------- | ------------ | ------------ |
| 1946-1948 | 18 mars 1947 | Groupe d’union républicaine et résistante pour l’Union française | URRU               |                            |                            | 15          | 0           | 0           | Non concerné | Non concerné |
| 1946-1948 | 19 mars 1947 | Groupe d’union républicaine et résistante pour l’Union française | URRU               | Apparentement              | Groupe communiste          | 15          | 0           | 0           | Non concerné | Non concerné |
| 1946-1948 | 7 mai 1947   | Groupe d’union républicaine et résistante pour l’Union française | URRU               | Apparentement              | Groupe communiste          | 15          | 0           | 0           | 15 / 302     | 5e           |